# Јутро и вече (новела)
Јутро и вече ( Nynorsk: Morgon og kveld) је новела норвешког писца Јуна Фосеа из 2000. године. Прича говори о рибару: први део књиге говори о његовом рођењу из перспективе његовог оца, а други део о његовој смрти, када се поново осврће на важна места и тренутке из свог живота. Књига је објављена на енглеском језику 2015. године.
Књига је добила Мелсомову награду. Била је то основа за оперу Morgen und Abend из 2015. на музику Георга Фридриха Хаса.

## Пријем
Оле Карлсен из Dag og Tid-а је приметио како је Фосе од својих раних радова, где је само описивао проблеме везане за јазове између језика и стварности, прешао на активан покушај да излечи проблеме које је идентификовао. Карлсен је о Јутру и вечери писао: „Фосеов стил писања који се понавља има можда још јаснију библијску намеру него у његовом последњем роману – и тако текст постаје набијен смислом. Да, Фосе је с правом песник, он може да подсећа на Тарјеа Весаа и сада је на Весаовом нивоу." Publishers Weekly је написао: „Заиста, тренуци у целом роману су једноставни, свакодневни, али Фосеова скраћена, заобилазна и ритмична проза вешто води читаоце кроз прошлост и садашњост. У овом кратком, задивљујућем роману, Фосе компонује хипнотичку медитацију о животу и смрти“.

### Признања
Књига је добила Мелсомову награду 2001. за најбољу књигу написану у новонорвешком језику. Номинован је за књижевну награду Нордијског савета и награду норвешке критике за књижевност.
Књига "Јутро и вече" издата је у Србији 2021. године од стране издавача "Трећи трг", у преводу Радоша Косовића.